# Хи Скорпиона
Хи Скорпиона (χ Sco, χ Scorpii) — звезда в южном зодиакальном созвездии Скорпиона. Обладает видимой звёздной величиной 5,22 и едва доступна для наблюдения невооружённым глазом. Измерения параллакса привели к оценке расстояния от Солнца до звезды 380 световых лет.
Звезда имеет оранжевый цвет, является звездой-гигантом спектрального класса K: K3 III. С вероятностью 57 % звезда находится на горизонтальной ветви, с вероятностью 43 % звезда всё ещё находится на ветви красных гигантов. Если верно первое, то масса Хи Скорпиона превышает солнечную в 1,09 раза, радиус превышает радиус Солнца в 27 раз, светимость равна 191 светимости Солнца. Возраст звезды оценивается в 8 млрд лет.